# Convolvulus assyricus
Convolvulus assyricus är en vindeväxtart som beskrevs av August Heinrich Rudolf Grisebach. Convolvulus assyricus ingår i släktet vindor, och familjen vindeväxter. Inga underarter finns listade i Catalogue of Life.

## Bildgalleri

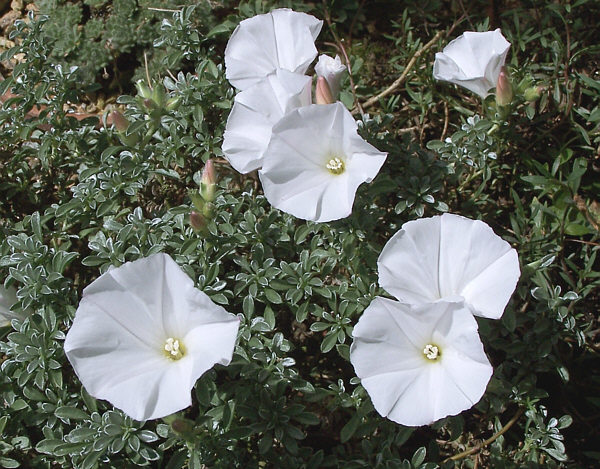